# Янаґіта Міюкі
Янаґіта Міюкі (яп. 柳田 美幸; нар. 11 квітня 1981) — японська футболістка. Вона грала за збірну Японії.

## Клубна кар'єра
У 1997 році дебютувала в «НТВ Белеза». В 2000 року вона перейшла до «Тасакі Пелуле». У 2006 року підписала контракт з клубом «Урава Редз Лейдіз». Наприкінці сезону 2012 року вона завершила ігрову кар'єру.

## Виступи за збірну
У червні 1997 року, її викликали до національної збірної Японії на чемпіонат Азії 1997 року. На цьому турнірі, 5 грудня, вона дебютувала в збірній у поєдинку проти Гуаму. У складі японської збірної учасниця жіночого чемпіонату світу 1999, 2003 та 2007 років та Літніх олімпійських ігор 2004 та 2008 років. З 1997 по 2008 рік зіграла 91 матчів та відзначилася 11-а голами в національній збірній.

## Статистика виступів
| Збірна Японії | Збірна Японії | Збірна Японії |
| Рік           | Матчі         | Голи          |
| ------------- | ------------- | ------------- |
| 1997          | 3             | 2             |
| 1998          | 0             | 0             |
| 1999          | 7             | 0             |
| 2000          | 3             | 0             |
| 2001          | 1             | 0             |
| 2002          | 10            | 1             |
| 2003          | 3             | 0             |
| 2004          | 11            | 0             |
| 2005          | 9             | 3             |
| 2006          | 15            | 4             |
| 2007          | 14            | 1             |
| 2008          | 15            | 0             |
| Загалом       | 91            | 11            |